# 艾瑟尔芬
艾瑟尔芬是德国巴伐利亚州的一个市镇。总面积34.89平方公里，总人口2911人，其中男性1471人，女性1440人（2011年12月31日），人口密度83人/平方公里。